# Проходная пешка
Проходная пешка — пешка, на одной вертикали перед которой отсутствуют пешки противника, а на соседних вертикалях или нет пешек противника или они не держат под боем поля, через которые пешка должна пройти до поля превращения.

## Значение в игре
Различают защищённую проходную пешку, защищённую пешками того же цвета; и отдалённую проходную пешку, расположенную на противоположной стороне доски от других пешек. Наглядным примером защищённой проходной пешки является известная партия Ботвинника против Капабланки, сыгранная на международном АВРО-турнире 1938 года.
|   | a | b | c | d | e | f | g | h |   |
| - | --- | --- | --- | --- | --- | --- | --- | --- | - |
| 8 | a7 чёрная пешка · e7 чёрный ферзь · g7 чёрный король · h7 чёрная пешка · b6 чёрная пешка · e6 белая пешка · f6 чёрный конь · g6 чёрная пешка · d5 чёрная пешка · e5 белый ферзь · c4 чёрная пешка · d4 белая пешка · b3 чёрный конь · c3 белая пешка · g3 белый конь · b2 белый слон · g2 белая пешка · h2 белая пешка · g1 белый король | a7 чёрная пешка · e7 чёрный ферзь · g7 чёрный король · h7 чёрная пешка · b6 чёрная пешка · e6 белая пешка · f6 чёрный конь · g6 чёрная пешка · d5 чёрная пешка · e5 белый ферзь · c4 чёрная пешка · d4 белая пешка · b3 чёрный конь · c3 белая пешка · g3 белый конь · b2 белый слон · g2 белая пешка · h2 белая пешка · g1 белый король | a7 чёрная пешка · e7 чёрный ферзь · g7 чёрный король · h7 чёрная пешка · b6 чёрная пешка · e6 белая пешка · f6 чёрный конь · g6 чёрная пешка · d5 чёрная пешка · e5 белый ферзь · c4 чёрная пешка · d4 белая пешка · b3 чёрный конь · c3 белая пешка · g3 белый конь · b2 белый слон · g2 белая пешка · h2 белая пешка · g1 белый король | a7 чёрная пешка · e7 чёрный ферзь · g7 чёрный король · h7 чёрная пешка · b6 чёрная пешка · e6 белая пешка · f6 чёрный конь · g6 чёрная пешка · d5 чёрная пешка · e5 белый ферзь · c4 чёрная пешка · d4 белая пешка · b3 чёрный конь · c3 белая пешка · g3 белый конь · b2 белый слон · g2 белая пешка · h2 белая пешка · g1 белый король | a7 чёрная пешка · e7 чёрный ферзь · g7 чёрный король · h7 чёрная пешка · b6 чёрная пешка · e6 белая пешка · f6 чёрный конь · g6 чёрная пешка · d5 чёрная пешка · e5 белый ферзь · c4 чёрная пешка · d4 белая пешка · b3 чёрный конь · c3 белая пешка · g3 белый конь · b2 белый слон · g2 белая пешка · h2 белая пешка · g1 белый король | a7 чёрная пешка · e7 чёрный ферзь · g7 чёрный король · h7 чёрная пешка · b6 чёрная пешка · e6 белая пешка · f6 чёрный конь · g6 чёрная пешка · d5 чёрная пешка · e5 белый ферзь · c4 чёрная пешка · d4 белая пешка · b3 чёрный конь · c3 белая пешка · g3 белый конь · b2 белый слон · g2 белая пешка · h2 белая пешка · g1 белый король | a7 чёрная пешка · e7 чёрный ферзь · g7 чёрный король · h7 чёрная пешка · b6 чёрная пешка · e6 белая пешка · f6 чёрный конь · g6 чёрная пешка · d5 чёрная пешка · e5 белый ферзь · c4 чёрная пешка · d4 белая пешка · b3 чёрный конь · c3 белая пешка · g3 белый конь · b2 белый слон · g2 белая пешка · h2 белая пешка · g1 белый король | a7 чёрная пешка · e7 чёрный ферзь · g7 чёрный король · h7 чёрная пешка · b6 чёрная пешка · e6 белая пешка · f6 чёрный конь · g6 чёрная пешка · d5 чёрная пешка · e5 белый ферзь · c4 чёрная пешка · d4 белая пешка · b3 чёрный конь · c3 белая пешка · g3 белый конь · b2 белый слон · g2 белая пешка · h2 белая пешка · g1 белый король | 8 |
| 7 | a7 чёрная пешка · e7 чёрный ферзь · g7 чёрный король · h7 чёрная пешка · b6 чёрная пешка · e6 белая пешка · f6 чёрный конь · g6 чёрная пешка · d5 чёрная пешка · e5 белый ферзь · c4 чёрная пешка · d4 белая пешка · b3 чёрный конь · c3 белая пешка · g3 белый конь · b2 белый слон · g2 белая пешка · h2 белая пешка · g1 белый король | a7 чёрная пешка · e7 чёрный ферзь · g7 чёрный король · h7 чёрная пешка · b6 чёрная пешка · e6 белая пешка · f6 чёрный конь · g6 чёрная пешка · d5 чёрная пешка · e5 белый ферзь · c4 чёрная пешка · d4 белая пешка · b3 чёрный конь · c3 белая пешка · g3 белый конь · b2 белый слон · g2 белая пешка · h2 белая пешка · g1 белый король | a7 чёрная пешка · e7 чёрный ферзь · g7 чёрный король · h7 чёрная пешка · b6 чёрная пешка · e6 белая пешка · f6 чёрный конь · g6 чёрная пешка · d5 чёрная пешка · e5 белый ферзь · c4 чёрная пешка · d4 белая пешка · b3 чёрный конь · c3 белая пешка · g3 белый конь · b2 белый слон · g2 белая пешка · h2 белая пешка · g1 белый король | a7 чёрная пешка · e7 чёрный ферзь · g7 чёрный король · h7 чёрная пешка · b6 чёрная пешка · e6 белая пешка · f6 чёрный конь · g6 чёрная пешка · d5 чёрная пешка · e5 белый ферзь · c4 чёрная пешка · d4 белая пешка · b3 чёрный конь · c3 белая пешка · g3 белый конь · b2 белый слон · g2 белая пешка · h2 белая пешка · g1 белый король | a7 чёрная пешка · e7 чёрный ферзь · g7 чёрный король · h7 чёрная пешка · b6 чёрная пешка · e6 белая пешка · f6 чёрный конь · g6 чёрная пешка · d5 чёрная пешка · e5 белый ферзь · c4 чёрная пешка · d4 белая пешка · b3 чёрный конь · c3 белая пешка · g3 белый конь · b2 белый слон · g2 белая пешка · h2 белая пешка · g1 белый король | a7 чёрная пешка · e7 чёрный ферзь · g7 чёрный король · h7 чёрная пешка · b6 чёрная пешка · e6 белая пешка · f6 чёрный конь · g6 чёрная пешка · d5 чёрная пешка · e5 белый ферзь · c4 чёрная пешка · d4 белая пешка · b3 чёрный конь · c3 белая пешка · g3 белый конь · b2 белый слон · g2 белая пешка · h2 белая пешка · g1 белый король | a7 чёрная пешка · e7 чёрный ферзь · g7 чёрный король · h7 чёрная пешка · b6 чёрная пешка · e6 белая пешка · f6 чёрный конь · g6 чёрная пешка · d5 чёрная пешка · e5 белый ферзь · c4 чёрная пешка · d4 белая пешка · b3 чёрный конь · c3 белая пешка · g3 белый конь · b2 белый слон · g2 белая пешка · h2 белая пешка · g1 белый король | a7 чёрная пешка · e7 чёрный ферзь · g7 чёрный король · h7 чёрная пешка · b6 чёрная пешка · e6 белая пешка · f6 чёрный конь · g6 чёрная пешка · d5 чёрная пешка · e5 белый ферзь · c4 чёрная пешка · d4 белая пешка · b3 чёрный конь · c3 белая пешка · g3 белый конь · b2 белый слон · g2 белая пешка · h2 белая пешка · g1 белый король | 7 |
| 6 | a7 чёрная пешка · e7 чёрный ферзь · g7 чёрный король · h7 чёрная пешка · b6 чёрная пешка · e6 белая пешка · f6 чёрный конь · g6 чёрная пешка · d5 чёрная пешка · e5 белый ферзь · c4 чёрная пешка · d4 белая пешка · b3 чёрный конь · c3 белая пешка · g3 белый конь · b2 белый слон · g2 белая пешка · h2 белая пешка · g1 белый король | a7 чёрная пешка · e7 чёрный ферзь · g7 чёрный король · h7 чёрная пешка · b6 чёрная пешка · e6 белая пешка · f6 чёрный конь · g6 чёрная пешка · d5 чёрная пешка · e5 белый ферзь · c4 чёрная пешка · d4 белая пешка · b3 чёрный конь · c3 белая пешка · g3 белый конь · b2 белый слон · g2 белая пешка · h2 белая пешка · g1 белый король | a7 чёрная пешка · e7 чёрный ферзь · g7 чёрный король · h7 чёрная пешка · b6 чёрная пешка · e6 белая пешка · f6 чёрный конь · g6 чёрная пешка · d5 чёрная пешка · e5 белый ферзь · c4 чёрная пешка · d4 белая пешка · b3 чёрный конь · c3 белая пешка · g3 белый конь · b2 белый слон · g2 белая пешка · h2 белая пешка · g1 белый король | a7 чёрная пешка · e7 чёрный ферзь · g7 чёрный король · h7 чёрная пешка · b6 чёрная пешка · e6 белая пешка · f6 чёрный конь · g6 чёрная пешка · d5 чёрная пешка · e5 белый ферзь · c4 чёрная пешка · d4 белая пешка · b3 чёрный конь · c3 белая пешка · g3 белый конь · b2 белый слон · g2 белая пешка · h2 белая пешка · g1 белый король | a7 чёрная пешка · e7 чёрный ферзь · g7 чёрный король · h7 чёрная пешка · b6 чёрная пешка · e6 белая пешка · f6 чёрный конь · g6 чёрная пешка · d5 чёрная пешка · e5 белый ферзь · c4 чёрная пешка · d4 белая пешка · b3 чёрный конь · c3 белая пешка · g3 белый конь · b2 белый слон · g2 белая пешка · h2 белая пешка · g1 белый король | a7 чёрная пешка · e7 чёрный ферзь · g7 чёрный король · h7 чёрная пешка · b6 чёрная пешка · e6 белая пешка · f6 чёрный конь · g6 чёрная пешка · d5 чёрная пешка · e5 белый ферзь · c4 чёрная пешка · d4 белая пешка · b3 чёрный конь · c3 белая пешка · g3 белый конь · b2 белый слон · g2 белая пешка · h2 белая пешка · g1 белый король | a7 чёрная пешка · e7 чёрный ферзь · g7 чёрный король · h7 чёрная пешка · b6 чёрная пешка · e6 белая пешка · f6 чёрный конь · g6 чёрная пешка · d5 чёрная пешка · e5 белый ферзь · c4 чёрная пешка · d4 белая пешка · b3 чёрный конь · c3 белая пешка · g3 белый конь · b2 белый слон · g2 белая пешка · h2 белая пешка · g1 белый король | a7 чёрная пешка · e7 чёрный ферзь · g7 чёрный король · h7 чёрная пешка · b6 чёрная пешка · e6 белая пешка · f6 чёрный конь · g6 чёрная пешка · d5 чёрная пешка · e5 белый ферзь · c4 чёрная пешка · d4 белая пешка · b3 чёрный конь · c3 белая пешка · g3 белый конь · b2 белый слон · g2 белая пешка · h2 белая пешка · g1 белый король | 6 |
| 5 | a7 чёрная пешка · e7 чёрный ферзь · g7 чёрный король · h7 чёрная пешка · b6 чёрная пешка · e6 белая пешка · f6 чёрный конь · g6 чёрная пешка · d5 чёрная пешка · e5 белый ферзь · c4 чёрная пешка · d4 белая пешка · b3 чёрный конь · c3 белая пешка · g3 белый конь · b2 белый слон · g2 белая пешка · h2 белая пешка · g1 белый король | a7 чёрная пешка · e7 чёрный ферзь · g7 чёрный король · h7 чёрная пешка · b6 чёрная пешка · e6 белая пешка · f6 чёрный конь · g6 чёрная пешка · d5 чёрная пешка · e5 белый ферзь · c4 чёрная пешка · d4 белая пешка · b3 чёрный конь · c3 белая пешка · g3 белый конь · b2 белый слон · g2 белая пешка · h2 белая пешка · g1 белый король | a7 чёрная пешка · e7 чёрный ферзь · g7 чёрный король · h7 чёрная пешка · b6 чёрная пешка · e6 белая пешка · f6 чёрный конь · g6 чёрная пешка · d5 чёрная пешка · e5 белый ферзь · c4 чёрная пешка · d4 белая пешка · b3 чёрный конь · c3 белая пешка · g3 белый конь · b2 белый слон · g2 белая пешка · h2 белая пешка · g1 белый король | a7 чёрная пешка · e7 чёрный ферзь · g7 чёрный король · h7 чёрная пешка · b6 чёрная пешка · e6 белая пешка · f6 чёрный конь · g6 чёрная пешка · d5 чёрная пешка · e5 белый ферзь · c4 чёрная пешка · d4 белая пешка · b3 чёрный конь · c3 белая пешка · g3 белый конь · b2 белый слон · g2 белая пешка · h2 белая пешка · g1 белый король | a7 чёрная пешка · e7 чёрный ферзь · g7 чёрный король · h7 чёрная пешка · b6 чёрная пешка · e6 белая пешка · f6 чёрный конь · g6 чёрная пешка · d5 чёрная пешка · e5 белый ферзь · c4 чёрная пешка · d4 белая пешка · b3 чёрный конь · c3 белая пешка · g3 белый конь · b2 белый слон · g2 белая пешка · h2 белая пешка · g1 белый король | a7 чёрная пешка · e7 чёрный ферзь · g7 чёрный король · h7 чёрная пешка · b6 чёрная пешка · e6 белая пешка · f6 чёрный конь · g6 чёрная пешка · d5 чёрная пешка · e5 белый ферзь · c4 чёрная пешка · d4 белая пешка · b3 чёрный конь · c3 белая пешка · g3 белый конь · b2 белый слон · g2 белая пешка · h2 белая пешка · g1 белый король | a7 чёрная пешка · e7 чёрный ферзь · g7 чёрный король · h7 чёрная пешка · b6 чёрная пешка · e6 белая пешка · f6 чёрный конь · g6 чёрная пешка · d5 чёрная пешка · e5 белый ферзь · c4 чёрная пешка · d4 белая пешка · b3 чёрный конь · c3 белая пешка · g3 белый конь · b2 белый слон · g2 белая пешка · h2 белая пешка · g1 белый король | a7 чёрная пешка · e7 чёрный ферзь · g7 чёрный король · h7 чёрная пешка · b6 чёрная пешка · e6 белая пешка · f6 чёрный конь · g6 чёрная пешка · d5 чёрная пешка · e5 белый ферзь · c4 чёрная пешка · d4 белая пешка · b3 чёрный конь · c3 белая пешка · g3 белый конь · b2 белый слон · g2 белая пешка · h2 белая пешка · g1 белый король | 5 |
| 4 | a7 чёрная пешка · e7 чёрный ферзь · g7 чёрный король · h7 чёрная пешка · b6 чёрная пешка · e6 белая пешка · f6 чёрный конь · g6 чёрная пешка · d5 чёрная пешка · e5 белый ферзь · c4 чёрная пешка · d4 белая пешка · b3 чёрный конь · c3 белая пешка · g3 белый конь · b2 белый слон · g2 белая пешка · h2 белая пешка · g1 белый король | a7 чёрная пешка · e7 чёрный ферзь · g7 чёрный король · h7 чёрная пешка · b6 чёрная пешка · e6 белая пешка · f6 чёрный конь · g6 чёрная пешка · d5 чёрная пешка · e5 белый ферзь · c4 чёрная пешка · d4 белая пешка · b3 чёрный конь · c3 белая пешка · g3 белый конь · b2 белый слон · g2 белая пешка · h2 белая пешка · g1 белый король | a7 чёрная пешка · e7 чёрный ферзь · g7 чёрный король · h7 чёрная пешка · b6 чёрная пешка · e6 белая пешка · f6 чёрный конь · g6 чёрная пешка · d5 чёрная пешка · e5 белый ферзь · c4 чёрная пешка · d4 белая пешка · b3 чёрный конь · c3 белая пешка · g3 белый конь · b2 белый слон · g2 белая пешка · h2 белая пешка · g1 белый король | a7 чёрная пешка · e7 чёрный ферзь · g7 чёрный король · h7 чёрная пешка · b6 чёрная пешка · e6 белая пешка · f6 чёрный конь · g6 чёрная пешка · d5 чёрная пешка · e5 белый ферзь · c4 чёрная пешка · d4 белая пешка · b3 чёрный конь · c3 белая пешка · g3 белый конь · b2 белый слон · g2 белая пешка · h2 белая пешка · g1 белый король | a7 чёрная пешка · e7 чёрный ферзь · g7 чёрный король · h7 чёрная пешка · b6 чёрная пешка · e6 белая пешка · f6 чёрный конь · g6 чёрная пешка · d5 чёрная пешка · e5 белый ферзь · c4 чёрная пешка · d4 белая пешка · b3 чёрный конь · c3 белая пешка · g3 белый конь · b2 белый слон · g2 белая пешка · h2 белая пешка · g1 белый король | a7 чёрная пешка · e7 чёрный ферзь · g7 чёрный король · h7 чёрная пешка · b6 чёрная пешка · e6 белая пешка · f6 чёрный конь · g6 чёрная пешка · d5 чёрная пешка · e5 белый ферзь · c4 чёрная пешка · d4 белая пешка · b3 чёрный конь · c3 белая пешка · g3 белый конь · b2 белый слон · g2 белая пешка · h2 белая пешка · g1 белый король | a7 чёрная пешка · e7 чёрный ферзь · g7 чёрный король · h7 чёрная пешка · b6 чёрная пешка · e6 белая пешка · f6 чёрный конь · g6 чёрная пешка · d5 чёрная пешка · e5 белый ферзь · c4 чёрная пешка · d4 белая пешка · b3 чёрный конь · c3 белая пешка · g3 белый конь · b2 белый слон · g2 белая пешка · h2 белая пешка · g1 белый король | a7 чёрная пешка · e7 чёрный ферзь · g7 чёрный король · h7 чёрная пешка · b6 чёрная пешка · e6 белая пешка · f6 чёрный конь · g6 чёрная пешка · d5 чёрная пешка · e5 белый ферзь · c4 чёрная пешка · d4 белая пешка · b3 чёрный конь · c3 белая пешка · g3 белый конь · b2 белый слон · g2 белая пешка · h2 белая пешка · g1 белый король | 4 |
| 3 | a7 чёрная пешка · e7 чёрный ферзь · g7 чёрный король · h7 чёрная пешка · b6 чёрная пешка · e6 белая пешка · f6 чёрный конь · g6 чёрная пешка · d5 чёрная пешка · e5 белый ферзь · c4 чёрная пешка · d4 белая пешка · b3 чёрный конь · c3 белая пешка · g3 белый конь · b2 белый слон · g2 белая пешка · h2 белая пешка · g1 белый король | a7 чёрная пешка · e7 чёрный ферзь · g7 чёрный король · h7 чёрная пешка · b6 чёрная пешка · e6 белая пешка · f6 чёрный конь · g6 чёрная пешка · d5 чёрная пешка · e5 белый ферзь · c4 чёрная пешка · d4 белая пешка · b3 чёрный конь · c3 белая пешка · g3 белый конь · b2 белый слон · g2 белая пешка · h2 белая пешка · g1 белый король | a7 чёрная пешка · e7 чёрный ферзь · g7 чёрный король · h7 чёрная пешка · b6 чёрная пешка · e6 белая пешка · f6 чёрный конь · g6 чёрная пешка · d5 чёрная пешка · e5 белый ферзь · c4 чёрная пешка · d4 белая пешка · b3 чёрный конь · c3 белая пешка · g3 белый конь · b2 белый слон · g2 белая пешка · h2 белая пешка · g1 белый король | a7 чёрная пешка · e7 чёрный ферзь · g7 чёрный король · h7 чёрная пешка · b6 чёрная пешка · e6 белая пешка · f6 чёрный конь · g6 чёрная пешка · d5 чёрная пешка · e5 белый ферзь · c4 чёрная пешка · d4 белая пешка · b3 чёрный конь · c3 белая пешка · g3 белый конь · b2 белый слон · g2 белая пешка · h2 белая пешка · g1 белый король | a7 чёрная пешка · e7 чёрный ферзь · g7 чёрный король · h7 чёрная пешка · b6 чёрная пешка · e6 белая пешка · f6 чёрный конь · g6 чёрная пешка · d5 чёрная пешка · e5 белый ферзь · c4 чёрная пешка · d4 белая пешка · b3 чёрный конь · c3 белая пешка · g3 белый конь · b2 белый слон · g2 белая пешка · h2 белая пешка · g1 белый король | a7 чёрная пешка · e7 чёрный ферзь · g7 чёрный король · h7 чёрная пешка · b6 чёрная пешка · e6 белая пешка · f6 чёрный конь · g6 чёрная пешка · d5 чёрная пешка · e5 белый ферзь · c4 чёрная пешка · d4 белая пешка · b3 чёрный конь · c3 белая пешка · g3 белый конь · b2 белый слон · g2 белая пешка · h2 белая пешка · g1 белый король | a7 чёрная пешка · e7 чёрный ферзь · g7 чёрный король · h7 чёрная пешка · b6 чёрная пешка · e6 белая пешка · f6 чёрный конь · g6 чёрная пешка · d5 чёрная пешка · e5 белый ферзь · c4 чёрная пешка · d4 белая пешка · b3 чёрный конь · c3 белая пешка · g3 белый конь · b2 белый слон · g2 белая пешка · h2 белая пешка · g1 белый король | a7 чёрная пешка · e7 чёрный ферзь · g7 чёрный король · h7 чёрная пешка · b6 чёрная пешка · e6 белая пешка · f6 чёрный конь · g6 чёрная пешка · d5 чёрная пешка · e5 белый ферзь · c4 чёрная пешка · d4 белая пешка · b3 чёрный конь · c3 белая пешка · g3 белый конь · b2 белый слон · g2 белая пешка · h2 белая пешка · g1 белый король | 3 |
| 2 | a7 чёрная пешка · e7 чёрный ферзь · g7 чёрный король · h7 чёрная пешка · b6 чёрная пешка · e6 белая пешка · f6 чёрный конь · g6 чёрная пешка · d5 чёрная пешка · e5 белый ферзь · c4 чёрная пешка · d4 белая пешка · b3 чёрный конь · c3 белая пешка · g3 белый конь · b2 белый слон · g2 белая пешка · h2 белая пешка · g1 белый король | a7 чёрная пешка · e7 чёрный ферзь · g7 чёрный король · h7 чёрная пешка · b6 чёрная пешка · e6 белая пешка · f6 чёрный конь · g6 чёрная пешка · d5 чёрная пешка · e5 белый ферзь · c4 чёрная пешка · d4 белая пешка · b3 чёрный конь · c3 белая пешка · g3 белый конь · b2 белый слон · g2 белая пешка · h2 белая пешка · g1 белый король | a7 чёрная пешка · e7 чёрный ферзь · g7 чёрный король · h7 чёрная пешка · b6 чёрная пешка · e6 белая пешка · f6 чёрный конь · g6 чёрная пешка · d5 чёрная пешка · e5 белый ферзь · c4 чёрная пешка · d4 белая пешка · b3 чёрный конь · c3 белая пешка · g3 белый конь · b2 белый слон · g2 белая пешка · h2 белая пешка · g1 белый король | a7 чёрная пешка · e7 чёрный ферзь · g7 чёрный король · h7 чёрная пешка · b6 чёрная пешка · e6 белая пешка · f6 чёрный конь · g6 чёрная пешка · d5 чёрная пешка · e5 белый ферзь · c4 чёрная пешка · d4 белая пешка · b3 чёрный конь · c3 белая пешка · g3 белый конь · b2 белый слон · g2 белая пешка · h2 белая пешка · g1 белый король | a7 чёрная пешка · e7 чёрный ферзь · g7 чёрный король · h7 чёрная пешка · b6 чёрная пешка · e6 белая пешка · f6 чёрный конь · g6 чёрная пешка · d5 чёрная пешка · e5 белый ферзь · c4 чёрная пешка · d4 белая пешка · b3 чёрный конь · c3 белая пешка · g3 белый конь · b2 белый слон · g2 белая пешка · h2 белая пешка · g1 белый король | a7 чёрная пешка · e7 чёрный ферзь · g7 чёрный король · h7 чёрная пешка · b6 чёрная пешка · e6 белая пешка · f6 чёрный конь · g6 чёрная пешка · d5 чёрная пешка · e5 белый ферзь · c4 чёрная пешка · d4 белая пешка · b3 чёрный конь · c3 белая пешка · g3 белый конь · b2 белый слон · g2 белая пешка · h2 белая пешка · g1 белый король | a7 чёрная пешка · e7 чёрный ферзь · g7 чёрный король · h7 чёрная пешка · b6 чёрная пешка · e6 белая пешка · f6 чёрный конь · g6 чёрная пешка · d5 чёрная пешка · e5 белый ферзь · c4 чёрная пешка · d4 белая пешка · b3 чёрный конь · c3 белая пешка · g3 белый конь · b2 белый слон · g2 белая пешка · h2 белая пешка · g1 белый король | a7 чёрная пешка · e7 чёрный ферзь · g7 чёрный король · h7 чёрная пешка · b6 чёрная пешка · e6 белая пешка · f6 чёрный конь · g6 чёрная пешка · d5 чёрная пешка · e5 белый ферзь · c4 чёрная пешка · d4 белая пешка · b3 чёрный конь · c3 белая пешка · g3 белый конь · b2 белый слон · g2 белая пешка · h2 белая пешка · g1 белый король | 2 |
| 1 | a7 чёрная пешка · e7 чёрный ферзь · g7 чёрный король · h7 чёрная пешка · b6 чёрная пешка · e6 белая пешка · f6 чёрный конь · g6 чёрная пешка · d5 чёрная пешка · e5 белый ферзь · c4 чёрная пешка · d4 белая пешка · b3 чёрный конь · c3 белая пешка · g3 белый конь · b2 белый слон · g2 белая пешка · h2 белая пешка · g1 белый король | a7 чёрная пешка · e7 чёрный ферзь · g7 чёрный король · h7 чёрная пешка · b6 чёрная пешка · e6 белая пешка · f6 чёрный конь · g6 чёрная пешка · d5 чёрная пешка · e5 белый ферзь · c4 чёрная пешка · d4 белая пешка · b3 чёрный конь · c3 белая пешка · g3 белый конь · b2 белый слон · g2 белая пешка · h2 белая пешка · g1 белый король | a7 чёрная пешка · e7 чёрный ферзь · g7 чёрный король · h7 чёрная пешка · b6 чёрная пешка · e6 белая пешка · f6 чёрный конь · g6 чёрная пешка · d5 чёрная пешка · e5 белый ферзь · c4 чёрная пешка · d4 белая пешка · b3 чёрный конь · c3 белая пешка · g3 белый конь · b2 белый слон · g2 белая пешка · h2 белая пешка · g1 белый король | a7 чёрная пешка · e7 чёрный ферзь · g7 чёрный король · h7 чёрная пешка · b6 чёрная пешка · e6 белая пешка · f6 чёрный конь · g6 чёрная пешка · d5 чёрная пешка · e5 белый ферзь · c4 чёрная пешка · d4 белая пешка · b3 чёрный конь · c3 белая пешка · g3 белый конь · b2 белый слон · g2 белая пешка · h2 белая пешка · g1 белый король | a7 чёрная пешка · e7 чёрный ферзь · g7 чёрный король · h7 чёрная пешка · b6 чёрная пешка · e6 белая пешка · f6 чёрный конь · g6 чёрная пешка · d5 чёрная пешка · e5 белый ферзь · c4 чёрная пешка · d4 белая пешка · b3 чёрный конь · c3 белая пешка · g3 белый конь · b2 белый слон · g2 белая пешка · h2 белая пешка · g1 белый король | a7 чёрная пешка · e7 чёрный ферзь · g7 чёрный король · h7 чёрная пешка · b6 чёрная пешка · e6 белая пешка · f6 чёрный конь · g6 чёрная пешка · d5 чёрная пешка · e5 белый ферзь · c4 чёрная пешка · d4 белая пешка · b3 чёрный конь · c3 белая пешка · g3 белый конь · b2 белый слон · g2 белая пешка · h2 белая пешка · g1 белый король | a7 чёрная пешка · e7 чёрный ферзь · g7 чёрный король · h7 чёрная пешка · b6 чёрная пешка · e6 белая пешка · f6 чёрный конь · g6 чёрная пешка · d5 чёрная пешка · e5 белый ферзь · c4 чёрная пешка · d4 белая пешка · b3 чёрный конь · c3 белая пешка · g3 белый конь · b2 белый слон · g2 белая пешка · h2 белая пешка · g1 белый король | a7 чёрная пешка · e7 чёрный ферзь · g7 чёрный король · h7 чёрная пешка · b6 чёрная пешка · e6 белая пешка · f6 чёрный конь · g6 чёрная пешка · d5 чёрная пешка · e5 белый ферзь · c4 чёрная пешка · d4 белая пешка · b3 чёрный конь · c3 белая пешка · g3 белый конь · b2 белый слон · g2 белая пешка · h2 белая пешка · g1 белый король | 1 |
|   | a | b | c | d | e | f | g | h |   |